# Ángel (Marvel Comics)
Ángel y luego Arcángel, cuyo nombre civil es Warren Kenneth Worthington III, es un superhéroe ficticio que aparece en los cómics estadounidenses publicados por Marvel Comics. Fue creado por Stan Lee y Jack Kirby, para el primer número de The Uncanny X-Men #1 (septiembre, 1963). Es miembro fundador de los X-Men, aunque posteriormente ha formado parte de otros grupos, como Factor X, Los Campeones y los Defensores.
Arcángel fue originalmente conocido como Ángel, pero con frecuencia usa Arcángel como seudónimo. Él es un mutante, una especie evolucionada de humanos que nacen con habilidades sobrehumanas. Posee un par de grandes alas emplumadas que se extienden desde su espalda, lo que le permite volar. Es el heredero de la fortuna de la familia Worthington, y este entorno privilegiado hace que Warren sea estereotipado como ensimismado e incapaz de afrontar las dificultades durante sus primeros años con los X-Men. Esta personalidad finalmente fue reemplazada por una personalidad más introspectiva y melancólica a fines de la década de 1980, cuando el personaje se transformó en la personalidad más oscura de "Arcángel". Si bien las alas de Ángel originalmente tenían plumas, su transición a Arcángel resultó en alas metálicas y nuevos poderes.
Como uno de los X-Men originales, Arcángel ha tenido una presencia frecuente en los cómics relacionados con X-Men a lo largo de los años y también ha aparecido ocasionalmente en series animadas y videojuegos de X-Men. Ben Foster interpretó el papel de Ángel en la película de 2006 X-Men: The Last Stand y Ben Hardy lo retrata una versión más joven en la película de 2016, X-Men: Apocalipsis.

## Historial de publicaciones
El personaje fue creado por el escritor Stan Lee y el artista y cocreador Jack Kirby y apareció por primera vez en X-Men #1 (septiembre de 1963 ) como Ángel. Lee hizo a Angel rico y engreído, así como un humano alado para convertirlo en el primer personaje de Marvel con alas. Apareció como un personaje regular en ese título hasta que fue cancelado en el número 66. El título fue revivido poco después, reimprimiendo números anteriores desde el número 67 al 93. En 1970 y 1971, se publicó un largometraje en solitario de Angel en tres partes como tira de respaldo en Ka-Zar #2 y #3 y Marvel Tales # 30.
Angel apareció en la renovación de X-Men realizada por Len Wein y Dave Cockrum en 1975 con la introducción de los "X-Men completamente nuevos y diferentes" (Giant-Size X-Men # 1, mayo de 1975), pero dejó a X-Men con el número 94. Angel y su compañero X-Man Iceman pasaron a una nueva serie llamada The Champions, que se desarrolló entre 1975 y 1978. El creador de la serie Tony Isabella había querido hacer una serie sobre Ángel y Iceman viajando juntos por la carretera, en la línea de Ruta 66, pero los editores le dijeron que lo convirtiera en un libro para todo el equipo.
Ángel regresó brevemente a los X-Men en The Uncanny X-Men #134, regresando oficialmente a la lista en el número 138 antes de irse nuevamente en el número 148. Posteriormente, el personaje, junto con sus compañeros fundadores X-Men Beast y Iceman, se unieron a la lista de Los Defensores, como parte de una "renovación" de corta duración del título, en la que la serie pasó a llamarse The New Defenders. Ángel se quedaría con el título, como líder del grupo, durante los últimos tres años de publicación del libro (1983-1986). La serie fue cancelada en 1986 para liberar a Angel y sus compañeros X-Men para protagonizar X-Factor, que debutó en febrero. Ángel permaneció en el libro hasta el número 70, que fue el último número antes de que el libro fuera renovado con una lista completamente nueva. Durante X-Factor #16-24, se presume que el personaje está muerto después de perder sus alas y aparentemente suicidarse en un accidente aéreo. Angel fue renovado dramáticamente como personaje, con un nuevo disfraz, piel azul y alas metálicas que podían disparar espadas. Apareció por primera vez como Arcángel en X-Factor #24 (enero de 1988). Según la escritora de X-Factor Louise Simonson y el dibujante Walt Simonson, la renovación del Arcángel fue motivada en parte por la sensación de que Ángel era una Mary Sue (siendo rico, guapo y adorado por las mujeres), y en parte por el hecho de que, debido a la inflación de las habilidades de los superhéroes, Ángel tenía poco poder en comparación con otros personajes del Universo Marvel.
Ángel fue agregado al elenco del título Uncanny X-Men y apareció en esa serie y su serie complementaria X-Men durante la mayor parte de la década de 1990. En 1996, Marvel también publicó una historia única llamada simplemente Arcángel, que fue escrita por Peter Milligan. También apareció junto a Psylocke en una serie limitada llamada Psylocke & Archangel: Crimson Dawn (agosto de 1997 - noviembre de 1997, 4 números). De 1999 a 2001, Angel también apareció en la serie X-Men: The Hidden Years, que se desarrolló en los primeros días de los X-Men originales.
Bajo Joe Casey (2001-2002) y Chuck Austen (2002-2004), Angel se convirtió en líder del equipo X-Men que apareció en las páginas de Uncanny X-Men. Después de que Chris Claremont reemplazó a Austen en ese título, el personaje desapareció durante varios meses antes de reaparecer en las páginas de otra serie escrita por Claremont, Excalibur (vol. 3, 2004). Continuó como estrella invitada en el título de Incredible Hulk durante los eventos de World War Hulk (2007) y luego regresó a Uncanny X-Men (2008-2011) mientras aparecía simultáneamente en X-Force (vol. 3.) (2008-2010), donde el personaje recuperó sus alas metálicas y asumió nuevamente el nombre en clave Arcángel, y posteriormente en Uncanny X-Force (2010-2011), en la que su mente y su personalidad fueron borradas.
Después de que le quitaron su personalidad, apareció en un papel secundario como uno de los estudiantes de la Escuela Jean Grey en Wolverine and the X-Men (2011-2013). Más tarde se unió al equipo X-Men más militante de Magneto en Uncanny X-Men (2016-2017) y a una fuerza de ataque internacional en Astonishing X-Men (2017-2018) después de que le restauraron la memoria. Al mismo tiempo, una versión desplazada en el tiempo del yo más joven de Ángel llegó al presente y protagonizó All-New X-Men (2012-2017) y X-Men Blue (2017-2018), antes de regresar a su lugar correcto. período de tiempo en la miniserie Extermination (2018).
Ángel apareció en House of X y Powers of X (2019), que detalla el nacimiento de la Era Krakoan. Fue nombrado CXO del nuevo X-Corp de Krakoa y apareció en la miniserie Empyre: X-Men (2020), X-Corp (2021) y Dark X-Men (2023).

## Biografía ficticia

### Infancia
Warren Kenneth Worthington III nació en Centerport, Nueva York, hijo de Kathryn Worthington y de Warren Worthington Jr. Estudió en la Academia Phillips Exeter. Cuando era adolescente, unas alas blancas comenzaron a crecerle a partir de los omóplatos. En un primer momento, Warren sentía que era un bicho raro, pero aprendió que podía usar sus alas para volar y ayudar a la gente. Pronto se entera de que era en realidad un mutante. Se puso una máscara y un traje, se hizo llamar el Ángel Vengador y se convirtió en un aventurero solitario, antes de ser reclutado por el Profesor Charles Xavier para unirse a los X-Men.

### Los X-Men originales
La actitud de Warren como un playboy multimillonario, además de su franqueza y rebeldía sobre que le digan qué hacer, fue objeto de mucha tensión dentro de los X-Men. En particular, Warren está enamorado de Jean Grey, quien está enamorada de Scott Summers, aunque finalmente deja de lado su amor por Jean, aceptando el hecho de que Jean ama a Scott. Angel todavía alberga un amor no correspondido por Jean incluso cuando comienza a salir con Candy Southern.
Mientras seguía al villano Sauron en la Tierra Salvaje, Ángel fue atacado por Pteranodontes y aparentemente murió. El habría seguido muerto si no fuera por el "Creador", que es Magneto sin su disfraz. Magneto proporciona el tratamiento médico necesario para revivir a Ángel y le proporciona un nuevo disfraz azul y blanco. Sin que Ángel lo sepa, el disfraz también tiene un dispositivo instalado que le permite a Magneto obtener control sobre Ángel, lo que hace meses después cuando ataca a los X-Men.
Alrededor de este tiempo, Ángel se revela públicamente como un mutante después de descubrir que no solo tiene a su tío, Burt Worthington (quién se conoce con el nombre de Dazzler, aunque no tiene ningún parentesco con Alison Blaire, una heroína mutante posterior y un breve amor) interés por Warren en su propia serie de cómics (quien también usa el nombre), asesinó al padre de Warren, Warren Worthington, Jr., pero también envenenó a su madre para asegurar su herencia de la fortuna de Worthington.
Cuando los X-Men originales fueron capturados por la isla viviente, Krakoa, el Profesor X crea un nuevo equipo de X-Men para rescatarlos. Cuando este nuevo equipo decide permanecer como X-Men, Ángel y el resto del equipo original, con la excepción de Cíclope y Jean Grey, dejan el equipo.

### Campeones de Los Ángeles y Defensores
Ángel y Iceman, se mudan a Los Ángeles, donde, junto con Hércules, la Viuda Negra, y el original Ghost Rider, forman al equipo de superhéroes Campeones de Los Ángeles.
A raíz de la aparente muerte de Jean Grey, y el posterior exilio de Cíclope del equipo, Ángel se reúne brevemente con los X-Men para tomar el relevo. Durante este tiempo, Ángel intentó, sin éxito, un romance con la estrella del pop Alison Blaire, también conocido como Dazzler. Él se mostró preocupado por el comportamiento y las acciones de Wolverine, y en poco tiempo, deja el equipo en señal de protesta.
Ángel es secuestrado por la líder de los Morlocks, Callisto, que tenía la intención de obligar a Ángel a ser su amante. Los X-Men llegaron a tiempo para evitar que Calisto cortara las alas de ángel (ella tenía la creencia de que sin ellas, Ángel no podría huir de ella). Tormenta combate a Callisto y la derrota, convirtiéndose en nueva líder de los Morlocks.
Poco después, Ángel se une a los Defensores, con su antiguos compañeros X-Men Bestia e Iceman y su novia Candy Southern como miembros. Usando la casa de Ángel en Nuevo México como base, el grupo tiene varias aventuras antes de que la mayoría del grupo muera, liberando a su compañera Dragón Lunar de la posesión demoníaca.
Ángel reflexiona sobre retirarse de la vida superheróica tras el colapso del equipo de Defensores, pero el regreso de Jean Grey (que aparentemente estaba muerta), le impide alejarse de los reflectores.

### X-Factor y Arcángel
Jean Grey estaba furiosa por el aumento de la histeria anti-mutante, en los dos años que estuvo ausente, por no hablar de la decisión de los X-Men de aliarse con Magneto. Para apaciguar el deseo de Jean por la acción, Ángel organiza X-Factor. Él reclutó a su viejo amigo de la preparatoria, Cameron Hodge, para financiar el equipo, sin saber que Cameron odia a los mutantes y, en particular a Ángel. Como Cíclope se había casado con Madelyne Pryor, Jean se apoyó en Ángel para obtener apoyo emocional. Esto a su vez, destruye la relación de Ángel con Candy Southern.
La formación de X-Factor señala un brutal periodo de agitación en la vida de Ángel. Cameron Hodge utiliza la confianza de Ángel en la gestión de X-Factor con el combustible del sentimiento más anti-mutante al representar X-Factor como "cazadores de mutantes". Un encuentro con la Hermandad de mutantes provocó que Mística dejara al descubierto el hecho de que Ángel estaba respaldando financieramente a X-Factor, lo que crea una pesadilla de reacciones públicas en su contra. Tras el ataque de los Merodeadores en los túneles Morlock, Ángel no volvió a ser el mismo, pues el Merodeador Harpoon le había atravesado las alas con sus arpones. Ángel hubiera muerto de no ser por la intervención de Thor. Cuando las alas desarrollan gangrena, Cameron Hodge voluntariamente firma el papeleo, contra los deseos de Ángel, para que le amputen las alas. Abatido por la pérdida de sus alas, Ángel se escapa del hospital y se apodera de su jet privado, que explota en el aire sin que X-Factor pueda evitarlo. 
Sin embargo, segundos antes de la explosión, Ángel fue rescatado por el antiguo mutante Apocalipsis. Apocalipsis ofrece al abatido Ángel un acuerdo: servirle como su Jinete de la Muerte y obtener sus alas de vuelta. Apocalipsis somete a Ángel a extensas alteraciones genéticas, dándole a su piel un tono azul y unas alas de metal orgánico, que pueden cortar a casi cualquier cosa y pueden disparar su plumas de metal como proyectiles. También le da el título de La Muerte, el líder de los Jinetes. El nuevo Arcángel y los Jinetes, combaten a X-Factor en Manhattan. Es Iceman quien ayuda a Ángel a librarse del control de Apocalipsis.
Ángel se niega a reunirse con sus compañeros de equipo. Ya no es el apuesto playboy multimillonario, sino una persona emocionalmente dañada cuyas alas reflejan su recién descubierta sed de sangre. Ángel se entera de que Candy ha descubierto todos los secretos de Hodge (en particular, su malversación de fondos de la fortuna de Ángel para financiar la creación de su milicia anti-mutante "El Derecho") solamente para ser secuestrada y lobotomizada para mantener su silencio. En el enfrentamiento que sigue, Hodge asesina a Candy Southern. Ángel responde decapitando a Cameron Hodge (que en última instancia, sobrevive gracias a un acuerdo con demonios que le concedieron la inmortalidad). Ángel se autonombra "Arcángel" y finalmente se reúne con X-Factor.
Arcángel se encuentra y se enamora de Charlotte Jones, una policía de Nueva York y madre soltera. Es con la ayuda de Charlotte, que X-Factor libera a Arcángel de los Ravens, un culto de inmortales vampiros psíquicos. Es en esta batalla que Arcángel hace de conocimiento público que está vivo, lo que le permite recuperar el control sobre las participaciones empresariales que sobreviven en manos de su familia, y recupera su riqueza. Poco después, X-Factor se reúne con los X-Men después de la derrota del Rey Sombra en la Isla Muir.

### Regreso con los X-Men
Arcángel fue alistado en el Equipo Dorado de X-Men, dirigido por Tormenta.
El comportamiento oscuro de Arcángel disminuye, después de que Jean le revela que sus alas (que él cree que tienen una mente propia), se han estado operando por sus propios deseos subconscientes de violencia. Esto, combinado con su asesinato accidental de Kamikaze, miembro del Frente de Liberación Mutante, llevan a Arcángel a tratar de rechazar la nube oscura que se cernía sobre su cabeza desde que ganó sus alas nuevas. Su relación con Charlotte Jones se desvanece, y Arcángel empieza a salir con su compañera x-man Psylocke. En un intento de dejar sus días oscuros en el pasado, Arcángel se retira a su uniforme de "Muerte" y retoma su traje azul original.
Más tarde, Arcángel auxilió a Psylocke cuando esta casi murió a manos de Dientes de Sable, y junto con Wolverine, la llevó ante las energías místicas del "Amanecer Carmesí", que logran salvarle la vida. Ellos decidieron retirarse un tiempo de la vida activa, y vivieron en el penthouse de Warren, reuniendose con los X-Men en una que otra aventura.
Finalmente, las alas de metal de Arcángel se rompen por completo, revelando que sus alas de plumas habían vuelto a crecer dentro de ellas. Aunque recupera sus alas, Arcángel mantiene su piel color azul. Esto es seguido por una visita de Ozymandias, el asistente de Apocalipsis, quién le revela que él es uno de los elegidos de Apocalipsis.
Poco después, como consecuencia de la llamada Operación: Cero Tolerancia, los X-Men quedan en quiebra y el gobierno de Estados Unidos los despojó de su mansión. Arcángel ofrece dinero voluntario para ayudar a que el equipo siga funcionando, aunque esto requiere que reclame el control total sobre su empresa familiar para hacerlo. Al rastrear algunas de las finanzas de su compañía, Arcángel descubre que el equipo de antiguos villanos reformados, los Thunderbolts, recuperaron un avión que fue utilizado por los Campeones. Aunque inicialmente sospecha de ellos, Arcángel acepta su genuino deseo de reformarse, y les cede el avión.
Más tarde, Arcángel y Psylocke vuelven con los X-Men ayudando en la batalla contra Apocalipsis, específicamente en liberar a Wolverine, quién fue convertido en el nuevo Jinete de la Muerte. Arcángel y Psylocke finalmente terminan con su relación y siguen caminos separados.
Arcángel se convierte en jefe del equipo de campo de los X-Men. Más tarde, durante una batalla contra Black Tom Cassidy, Arcángel sufre una regresión a su estado original, y su piel vuelve a su color caucásico real, esto después de que Cassidy intenta drenar su fuerza vital.
Más adelante, su empresa, Industrias Worghtington, es atacada por el villano Maximus Lobo. Arcángel vence al villano y rescata a la joven mutante Paige Guthrie, alias Husk. Arcángel descubre que su sangre tiene propiedades curativas milagrosas, salvando la vida de Husk y luego también la de Júbilo cuando esta es atacada por la Iglesia de la Humanidad. Arcángel y Husk comienzan una relación amorosa.
Más tarde, Arcángel y Husk toman una licencia fuera del equipo. Arcángel comienza a hacer trabajo de caridad en el extranjero en la forma de una organización benéfica llamada "Mutantes sin Fronteras". Este equipo procede a ayudar a detener un golpe de Estado en la devastada isla de Genosha con la ayuda del Profesor X y Callisto. Juntos derrotan a Viper y el Club Fuego Infernal.
Más tarde, Arcángel se une con Hércules, Namora y Amadeus Cho con el fin de calmar la ira de Hulk en su guerra contra el mundo. Más tarde, Arcángel descubre que Amadeus Cho se ha introducido en sus cuentas bancarias y ha robado varios millones de dólares para ayudar en la causa de Hulk. Poco después, el y Husk rompen su relación amorosa.

### Regreso de Arcángel
Más adelante, Arcángel es brutalmente atacado por una manipulada mentalmente Wolfsbane. Durante el ataque, Wolfsbane salvajemente arranca las alas de Arcángel de la espalda. El joven sanador Elíxir, reveló que las alas todavía podrían regenerarse. Wolfsbane luego las entrega a los Purificadores, que están buscando la cepa tecno-orgánica de Apocalipsis que forma las alas de Arcángel. Los Purificadores quieren utilizar la cepa de Apocalipsis para modificar un ejército de agentes especiales, dándoles las mismas alas metálicas que Arcángel. Mientras tanto, aunque Elixir es capaz de curar todas las heridas de Arcángel, él no puede recuperar sus alas. Más adelante, Arcángel se encuentra paralizado por una serie de convulsiones terribles que no solamente regeneran sus alas tecno-orgánicas, sino que también lo transforman de nuevo en la versión de Apocalipsis del Arcángel de La Muerte con la piel azul.
Arcángel se escapa en la noche, con la intención de tomar venganza contra los Purificadores. El llega a la sede de la Purificadores y mata a la mayoría de ellos en una furia enloquecida de sangre. Sin embargo, una vez que la batalla ha terminado, él vuelve a su estado normal, con su piel blanca y alas de plumas. Elíxir comenta que a partir de ahora, Warren puede transformarse en Arcángel a voluntad.
En un intento de entender lo que les hicieron, Arcángel y Wolfsbane se reúnen, y ella se ve obligada a mirarlo. La mera visión de él, la lleva a convertirse en asesina, una vez más, y ella intenta romperle las alas una vez más. La visión de una psicótico Wolfsbane, así como el temor de que sus alas le sean arrancadas de nuevo, provoca una reacción defensiva en Warren, volviendo de nuevo en su violenta personalidad de Arcángel.
A partir de entonces, Arcángel sirve tanto a los X-Men como a la Fuerza-X, aunque Cíclope le prohíbe decirle al resto del equipo sobre el regreso de sus poderes de Arcángel. Sin embargo, mientras contrataba a un científico para el "Escuadrón de la Ciencia" de Bestia, el "X-Club", Arcángel se ve obligado a transformarse en el Arcángel de la Muerte con el fin de destruir a un monstruo gigante.
Más tarde, la versión oscura de Arcángel dentro de Warren finalmente revela sus planes y junto con Bestia Oscura, Ozymandias y otros, planea destruir a la humanidad. Tras una batalla contra Fuerza-X, Psylocke aparentemente mata a Arcángel para detenerlo. Sin embargo, a raíz de la explosión de la ciudadela de Apocalipsis, él es encontrado vivo por Fuerza-X. Sin embargo, ahora parecía tener amnesia.
El amnésico Arcángel es visto merodeando por las instalaciones de la "Escuela Jean Grey para jóvenes dotados" en Nueva York. Luego de la sorpresa inicial que provoca entre sus amigos, Arcángel es aceptado por Wolverine como un miembro más de su escuela.
Tiempo después, los X-Men originales (incluido Arcángel) fueron traídos del pasado por Bestia con la esperanza de recordar a sus versiones del presente el optimismo y promesas que alguna vez encarnaron.
Más tarde, Arcángel vuelve misteriosamente de alguna manera a su forma de Arcángel de piel azul y se alía con el equipo de X-Men dirigido por Magneto. Su mente también había cambiado, convirtiéndose en un depredador silencioso y sin sentido controlado por Psylocke.
Psylocke y Magneto viajan a Green Ridge, Colorado para investigar los informes de un predicador que luce idéntico al Ángel original. Descubren que él es de hecho Ángel y que está atrayendo a un culto de fanáticos religiosos a su alrededor. Ángel se alió con el hijo de Apocalipsis, Genocide y el Clan Akkaba, a cambio de su ayuda para controlar su doble personalidad del Jinete de la Muerte, que ha revivido ya que está permanentemente vinculada a sus propias alas de metal. El clan Akkaba está vigilando constantemente las alas de metal de Ángel para evitar que lo dominen por completo. Ellos "cosechan" estas alas y las injerta en sus clones, creando un ejército sin sentido de Arcángeles de piel azul. El silencioso Arcángel que es miembro del equipo de X-Men de Magneto, es simplemente el primer clon, quién retuvo recuerdos del Ángel original y, por lo tanto, logró escapar para unirse a los X-Men. Magneto y Psylocke son capturados, pero Psylocke escapa y llama al Arcángel del equipo, quien telepáticamente controla al resto del ejército clon para destruir la ciudad, pero todos los clones son asesinados. Un Arcángel castigado y arrepentido, les explica a Magneto y Psylocke que él y el silencioso Arcángel son, en última instancia, dos medias partes del mismo ser, por lo que se combinan físicamente en una nueva persona de piel azul. Este nuevo Arcángel renuncia a toda violencia.
A pesar de su inestabilidad y problemas para lidiar con el Arcángel de la muerte que habita en su interior, Arcángel acude a una llamada de auxilio de Psylocke en Londres. Allí se reencuentra con otros X-Men y juntos forman equipo para combatir al Rey Sombra.
Más adelante, Arcángel se reúne con los X-Men en el Instituto, en Central Park. Cuando el mutante Nate Grey pierde la cabeza en su intento por dominar el mundo, Arcángel es manipulado por Grey para ser parte de los llamados Jinetes de la Luz. Psylocke activa al Arcángel de la Muerte en su interior para desatar su parte maligna y liberarlo del control de Grey. A pesar de su furia por haber perdido su estabilidad mental, Arcángel ayuda a los X-Men a combatir a Grey. Al final, Arcángel es parte del contingente de X-Men que son desaparecidos de la realidad por Grey. Arcángel y los otros X-men regresaran a su línea temporal poco después.

## Poderes y habilidades

### Como Ángel
El poder principal de Warren es el vuelo natural, debido a sus grandes alas emplumadas. Sus alas tienen una fuerza sobrehumana y tienen una estructura esquelética muy flexible que le permite presionarlas contra la parte posterior de su torso y piernas con solo el más mínimo bulto visible debajo de su ropa. Sus huesos son huecos, su cuerpo procesa los alimentos mucho más eficientemente que un cuerpo humano normal y no almacena exceso de grasa, y posee una masa muscular proporcionada mayor de lo normal. Como resultado, su fuerza, velocidad, agilidad, flexibilidad, resistencia, reflejos, coordinación, equilibrio, vista y oído están en su punto máximo. Algunos elementos de su anatomía son comparables a los de las aves, especialmente a las aves de presa. Sus ojos pueden soportar vientos de alta velocidad que dañarían el ojo humano promedio. Puede respirar a altas velocidades o altitudes, y puede hacer frente a las temperaturas reducidas en grandes altitudes durante períodos prolongados de tiempo, lo que le otorga una capacidad mayor de lo normal para soportar bajas temperaturas en áreas como el Ártico. La fuerza de sus alas naturales puede romper fácilmente el brazo o la pierna de un hombre, o incluso atravesar una pared.
Si bien generalmente vuela por debajo de la altura de las nubes, Ángel puede alcanzar casi el doble de esa altura con poco esfuerzo. En su máximo absoluto, puede alcanzar la altitud más alta registrada para un ave en vuelo (aproximadamente la altura del Monte Everest), pero sólo puede permanecer a esa altura durante unos minutos. Aunque el vuelo es un medio de transporte tan natural para Ángel como para un pájaro, sólo puede volar sin parar y por sus propios medios durante aproximadamente medio día.
El ha recibido un intenso entrenamiento con el Profesor X, especialmente para dominar su vuelo en interiores. Ha demostrado una agilidad, flexibilidad, reflejos, coordinación y equilibrio superiores mientras vuela, y se le ha demostrado derrotando a superseres mucho más rápido que él (como la Antorcha Humana) esquivándolos y haciéndolos estrellarse contra el suelo o una pared a toda velocidad.
Ángel también es un consumado luchador cuerpo a cuerpo, habiendo derrotado a varios de los homo superiores parecidos a hombres lobo cuando Wolverine es derrotado. Está entrenado en combate cuerpo a cuerpo en la escuela de Xavier; Mientras sale con Psylocke, él recibe una cantidad considerable de instrucción en artes marciales. Durante sus años en el equipo, Wolverine le brinda un entrenamiento exhaustivo, y cuando una vez sorprende a Wolverine después de derrotar a algunos hombres, dice: "Mi padre me mimó con algo más que dinero". También recibe más instrucciones de la Viuda Negra y Hércules durante sus días con Los Campeones.
Como resultado de una mutación secundaria que se ha demostrado de manera inconsistente, Ángel también desarrolla un factor de curación y puede curar a otros mezclando su sangre con la de ellos, siempre que tengan un tipo de sangre coincidente con el de Warren. Su sangre curativa no funciona con Nightcrawler. Aunque poderosa, esta mutación varía en potencia. A veces no puede ayudar a los heridos terminales; en otros, incluso puede resucitar a los que han muerto recientemente. Esta mutación secundaria sugiere que puede descender de la antigua raza de mutantes Cheyarafim. Es casi inmune a las lesiones porque su sangre curativa fluye constantemente a través de él. Al principio repara los huesos rotos en días, pero sus habilidades curativas han mejorado desde entonces. En una edición de X-Force, es evidente que este factor de curación proviene de sus alas, como se ve cuando Warren es atacado salvajemente y le arrancan las alas de su cuerpo, su factor de curación no funciona y, en cambio, debe ser curado por Josh Foley. Se revela que la Tecnología Celestial unida a él por Apocalipsis impide que Elixir regenere sus alas. Eventualmente se regeneran por sí solos. Eventualmente ellos se regeneran por sí solos.
Aparte de sus poderes sobrehumanos, el Warren original era un hombre de negocios muy capaz y, en consecuencia, el nuevo Warren ha conservado o "heredado" su posición como accionista principal y presidente emérito (expresidente) de la junta directiva de Industrias Worthington.

### Como Arcángel
Arcángel posee un conjunto de alas tecno-orgánicas de metal que le injertó la ingeniería genética de Apocalipsis cuando Apocalipsis lo rebautiza como el Jinete de la Muerte. Estas alas están compuestas de un material orgánico duro y afilado que se asemeja al "acero orgánico" del cuerpo de Coloso. Las alas le dan la capacidad de proyectar sus plumas metálicas fuera de sus alas a gran velocidad y con una fuerza tremenda, permitiéndoles perforar incluso el acero, con la punta envenenada.
Arcángel no tiene control total sobre sus plumas, que a veces salen disparadas de sus alas contra su voluntad consciente en respuesta a sus impulsos agresivos inconscientes. Las plumas están unidas con un químico inhibidor neuronal, generado por el cuerpo de Arcángel, que induce una parálisis temporal. Estas alas le permiten volar a velocidades mucho más rápidas que sus alas naturales con plumas. Los bordes de estas alas de metal también son afilados, lo que permite utilizarlas como armas. Si bien cree que ha perdido sus alas de metal cuando le vuelven a crecer las orgánicas, la Tecnología Celestial nunca abandona su sistema y sus alas de apariencia natural contienen la tecnología Celestial. Cuando se implanta en seres humanos normales, la tecnología induce una transformación similar a la de Warren. Cuando Wolfsbane corta sus alas emplumadas de su cuerpo, sus alas de metal vuelven a crecer en su lugar. Además, su piel vuelve a ser azul y aparece su antiguo disfraz de Arcángel. El cuerpo de Warren vuelve a la normalidad (las alas de metal son reemplazadas por la apariencia de alas emplumadas), lo que indica que Warren tiene la capacidad de cambiar entre alas metálicas y emplumadas y sus apariencias de Ángel y Arcángel. Como Arcángel, Warren conserva su factor curativo. Las alas se han demostrado que son capaces de curar a Apocalipsis. En el número 14 de X-Men: Second Coming, el Dr. Nemesis cuestiona el ritmo al que crecerían ya que la biología es diferente a la armadura de Coloso.
Después de la muerte de Warren y el personaje del Arcángel a través de la Semilla de Vida, Ángel vuelve a la vida como un amnésico con poderes curativos mucho más allá de lo que jamás pudo lograr originalmente, como se demuestra cuando resucita a un perro recientemente muerto.

### Warren Worthington III desplazado en el tiempo
El tiempo desplazó a Warren, de All-New X-Men, inicialmente comenzó con alas emplumadas, pero durante la saga El Vórtice Negro fue imbuido de alas cósmicas. Estas nuevas alas le permiten viajar a velocidades más rápidas que la luz. También puede descargar explosiones cósmicas que pueden destruir naves espaciales. Puede alimentarse de la energía cósmica y así sobrevivir en el espacio exterior y sin sustento. Estas alas fueron extirpadas quirúrgicamente por una versión más joven de Cable y reemplazadas con alas que Mimic había copiado de Angel en su reunión original, lo que le permitió regresar al pasado sin ningún efecto en la línea de tiempo.

## Otras versiones

### El Ángel desplazado en el tiempo

#### All-New X-Men
Cuando Bestia decide viajar en el tiempo para reclutar a los X-Men originales para evitar que Cíclope cause un genocidio mutante, Ángel acompaña a sus compañeros de equipo al futuro, pero inicialmente prefiere regresar al pasado en lugar de quedarse en un presente tan retorcido. Después de que sus compañeros de equipo vote para permanecer en el presente, Ángel expresa curiosidad por lo que le sucedió a su propio futuro. Al día siguiente, Ángel encuentra al Arcángel del presente y le pregunta por qué tiene alas metálicas. El Ángel mayor ignora la pregunta e invita a su yo más joven a volar. Mientras volaban sobre los cielos de Nueva York, los dos ángeles quedan atrapados en un ataque de Hydra a la Torre Stark. Juntos, los dos héroes pueden derrotar a los terroristas y capturar a Viper.

#### Unirse a Cíclope y ganar alas cósmicas
Frustrado después de ver lo que le sucederá en el futuro, el Ángel más joven deja la Escuela Jean Grey y se une al equipo de X-Men forajidos de Cíclopes. Después, el resto de los X-Men desplazados también se unen al equipo de Cíclope. Ángel comienza una relación romántica con X-23. Más tarde, los X-Men desplazados en el tiempo viajan accidentalmente al Universo Supremo, donde Angel y X-23 se encuentran con la versión de ese universo del hijo de Wolverine, Jimmy Hudson. Más tarde, el joven Ángel es imbuido de poderes cósmicos y gana alas mágicas de luz. Cuando X-23 le preguntó por qué arriesgó su vida para obtener nuevos poderes, Ángel dijo que esperaba que si se cambiaba a sí mismo, alteraría su futuro y evitaría que se transformara en Arcángel.

#### ResurreXion
Después de que los X-Men entran en guerra con los Inhumanos, Ángel se une al resto de los X-Men desplazados en el tiempo con la esperanza de finalmente regresar a su propia línea de tiempo. Sin embargo, descubren que no son de nuestra línea de tiempo y que no tienen forma de averiguar de qué línea de tiempo son, por lo que se quedan varados en nuestra dimensión. Con este conocimiento en mente, Ángel y el resto del los X-Men desplazados en el tiempo, abandonan el equipo principal de X-Men para encontrar su lugar en el mundo. Ellos terminan uniéndose a Magneto.
Después de una serie de aventuras, Ángel y los X-Men desplazados en el tiempo, se ven obligados a regresar al pasado cuando son atacados por Ahab, un cazador de mutantes del futuro, y una versión más joven de Cable que siente que su yo futuro se ha perdido. Parte de los esfuerzos de Cable incluyen quitar quirúrgicamente las nuevas alas cósmicas de Ángel y reemplazarlas con las alas que Mimic copió de Ángel en el pasado. El equipo finalmente regresa al pasado, con Jean plantando un bloqueo psíquico en sus recuerdos para que se olviden de sus experiencias en el futuro hasta que se pongan al día en el momento de su partida.

### Era de Apocalipsis
En esta realidad, Ángel nunca revierte en Arcángel, y no es miembro de los X-Men. Sigue siendo un playboy propietario de un centro nocturno, y con notables vínculos con el bajo mundo.

### Ultimate Ángel
La vida de Ángel es muy parecida a la original en este mundo paralelo

### Amalgam Comics
Ángel se fusiona con el Hombre Halcón de DC Comics para conformar a AngelHawk de la JLAvengers.

## Apariciones en otros medios

### Televisión
- Ángel hizo su primera aparición animada en el segmento The Sub-Mariner de la serie de dibujos Marvel Super Heroes de 1966 con el equipo original de los X-Men (Bestia, Cíclope, Iceman y Jean Grey).

- Ángel también fue mostrado en dos episodios de Spider-Man and His Amazing Friends con la voz de William Callaway.[72] Apareció en los episodios "El Origen de Iceman" y "Nace Starfire". En "Nace Starfire", aparece junto a Tormenta, Iceman y Starfire quienes ayudan en la lucha contra Juggernaut.

- Arcángel aparece en la serie animada X-Men, con la voz de Stephen Ouimette.[73] Esta versión no está afiliado a los X-Men. El acude a un científico que afirma ser capaz de curar mutaciones genéticas, pero se da cuenta demasiado tarde de que fue Mystique, quien le lavó el cerebro para convertirlo en el Jinete de la Muerte de Apocalipsis. Bajo el control de Apocalipsis, Worthington lucha contra los X-Men antes de que Rogue absorba su lado oscuro. Después de esto, Worthington emprende una búsqueda para vengarse de Apocalipsis, y Rogue se une a él con la esperanza de disuadirlo. En el camino, Worthington descubre que se unirá a los X-Men en el futuro.

- Ángel apareció en el episodio "On Angel's Wings" de la serie animada X-Men: Evolution con la voz de Mark Hildreth.[72][74] Él era visto como un auténtico Ángel ya que los ciudadanos eran testigos de cómo rescataba a las personas de situaciones peligrosas,[75] muy parecido a sus aventuras previas de X-Men / Avenging Angel. Magneto intenta reclutarlo a la fuerza, pero Cíclope y Rogue lo ayudan a defenderse del villano. Aunque finalmente no se une a los X-Men, él se convierte en un aliado.[75] En el episodio "Under Lock and Key", busca la ayuda de los X-Men después de tener un encuentro con Mesmero y Magneto, así descubre sobre la inminente amenaza de Apocalipsis. En el episodio "Ascensión", Ángel ayuda a los X-Men y sus aliados a luchar contra Apocalipsis y los Cuatro Jinetes. Luego de la visión del futuro del Profesor X al final del último episodio, se muestra la última escena donde Ángel está junto a los X-Men.

- Warren Worthington III como Ángel y Arcángel aparece en la serie Wolverine and the X-Men, con la voz de Liam O'Brien.[72] Esta versión es inicialmente un miembro de los X-Men como Ángel hasta que la División de Respuesta Mutante daña sus alas, lo que obliga a Worthington a buscar a Mr. Siniestro, quien lo convierte en Arcángel y recluta al primero en sus Merodeadores.

- Arcángel aparece en la serie de Marvel Anime: X-Men en el episodio "Destiny - Bond". Él y otros miembros de los X-Men son contactados por el Profesor X para ayudar a los humanos durante la crisis causada por Takeo Sasaki.

### Cine
- La aparición de Ángel se planificó en los primeros guiones de X-Men pero se lo descartó.[76]

- Arcángel sería uno de los mutantes alterados al servicio del coronel William Stryker en X-Men 2. Aunque se lo descartó, una de las alas metálicas del personaje aparece en una de las radiografías en la sala de inyección de adamantium.[77]

- Warren Worthington III, aparece en la película de 2006 X-Men: The Last Stand interpretado por Ben Foster. Warren es un joven de unos veinte años, hijo de un rico industrial que está motivado por la mutación de su hijo para crear una "cura" para los poderes mutantes. En una escena del pasado al comienzo de la película, se ve a Warren cuando era un niño (interpretado por Cayden Boyd) tratando de amputar sus alas subdesarrolladas porque no quiere que su padre se entere. El Sr. Worthington lo propone como el primer mutante en tomar la cura, pero Warren se ha vuelto crítico con la idea y escapa volando. Su verdadera naturaleza es revelada públicamente, y su ejemplo motiva a Wolverine, Tormenta y Bestia a reunir sus fuerzas tras los asesinatos de Xavier y Cíclope. Él no vuelve a aparecer hasta la confrontación final contra las fuerzas de Magneto, en donde interviene solo por unos segundos para rescatar a su padre cuando los Omegas lo tiran de un edificio. El nombre de Warren aparece como "Ángel" en los créditos, pero nunca lo llaman así en la película.

- El sitio web de mercadeo viral para X-Men: días del futuro pasado muestra que en el futuro, Ángel fue asesinado en 2011 por los Centinelas, precisamente durante una marcha de protesta mutante contra el programa Centinela.[78]

- En la película X-Men: Apocalipsis de 2016 aparece interpretado por el actor Ben Hardy y luego toma el aspecto de Arcángel cuando se convierte en uno de los Cuatro Jinetes de Apocalipsis. En esta versión, sólo se refieren a él por su nombre en clave “Ángel” a lo largo de la película y tiene un papel antagónico. Al principio tenía un par de alas emplumadas, cada una con una garra afilada, aparece derrotando muy fácilmente a Blob en peleas de jaulas mutantes. Después se ve obligado a huir cuando su ala izquierda quedó lesionada en una pelea con Nightcrawler, lo que más tarde lo lleva a embriagarse, mientras se la pasa pensando en un ático hasta que lo encuentra Apocalipsis y lo convierte en "Arcángel" como Muerte, aumentando sus poderes y dándole alas de metal capaz de disparar proyectiles afilados como cuchillas. Durante la lucha en Egipto, él pelea contra Nightcrawler en el avión y muere cuando Nightcrawler se teletransporta fuera del avión que se estrella. Apocalipsis posteriormente encuentra su cuerpo sin vida y se queja llamándolo "inútil".

### Videojuegos
- Ángel aparece como personaje en el juego de Facebook, Marvel: Avengers Alliance y también se puede con su forma de Arcángel.

- Arcángel aparece en el videojuego X-Men Legends II: Rise of Apocalypse.

- Arcángel aparece en el videojuego Marvel Future Fight.

- Ángel aparece como carta jugable en el juego de cartas Marvel Snap
- Arcángel parece como personaje jugable en Marvel Contest of Champions.